# Teradaia
Teradaia is een geslacht van kevers uit de familie van de loopkevers (Carabidae). De wetenschappelijke naam van het geslacht is voor het eerst geldig gepubliceerd in 1979 door Akinobu Habu.

## Soorten
Het geslacht Teradaia is monotypisch en omvat slechts de volgende soort:
- Teradaia bella Habu, 1979